# Велич, Люба
Люба Велич (настоящая фамилия болг. Величкова) — болгарская и австрийская оперная певица (сопрано).

## Биография
После обучения в Софии и Вене Люба Велич дебютировала в 1936 году в Софии. В 1937-1940-е годы солистка Городской оперы Граца, Гамбурга и Мюнхена. С 1946 по 1959 год ведущая солистка Венской государственной оперы. В 1949 году дебютировала в Метрополитен-опере в Нью-Йорке, принимала участие в Зальцбургских фестивалях.
Главная партия в опере Рихарда Штрауса «Саломея» стала выдающейся ролью в её карьере. В 1944 году Велич исполнила эту партию на 80-летии композитора под его руководством. Другими известными ролями были Татьяна в «Евгении Онегине», Донна Анна в «Дон Жуане», Мюзетта в «Богеме».
Когда у певицы возникли проблемы с голосом, она начала карьеру в оперетте и принимала участие в съёмках фильмов.
Люба Велич скончалась в 1996 году в Вене, похоронена на Центральном кладбище города.

## Память
- В 2008 году одна из улиц Вены названа в её честь.